# Bătălia de la Nürnberg (1945)
Bătălia de la Nürnberg a fost o luptă de 5 zile în cadrul celui de-al Doilea Război Mondial, ce a avut loc între Armata a 7-a a Statelor Unite pe deoparte, și Germania Nazistă și voluntari ruși de cealaltă parte. Bătălia e văzută de unii drept cea mai înverșunată luptă urbană în timpul războiului și a fost nevoie de doar patru zile, pentru ca Statele Unite să captureze orașului. Bătălia a fost o lovitură pentru Germania Nazistă, întrucât Nürnbergul a fost un centru al regimului nazist. Multe manifestații ideologiste au avut loc în oraș și pierderea orașului în fața forțelor americane a taxat greu moralul și așa distrus al germanilor. Chiar dacă forțele americane depășeau mult numeric forțele germane, lupta a durat până pe 20 aprilie, când Armata a 7-a a ocupat centrul orașului, și au arborat drapelul american în piața Adolf Hitler Platz, astfel formal punând capăt bătăliei. În urma bătăliei orașul a fost devastat.